# 多元環の表現
抽象代数学において，結合多元環の表現はその環の加群である．ここで結合多元環は（単位的とは限らない）環である．多元環が単位的でないとき，標準的な方法で単位的にでき（随伴関手のページを参照），得られる単位的環（単位元は恒等写像として作用する）の加群と多元環の表現の間に本質的な違いは存在しない．

## 例

### 線型複素構造
最も簡単な非自明な例の1つは線型複素構造であり，これは複素数体 C を実数体 R 上の結合多元環と考えたときの C 上の表現である．この多元環は C = R[i]/(i2 + 1) として具体的に実現し，これは i2 = −1 に対応する．すると C の表現は実ベクトル空間 V に C の作用（写像 C → End(V)）を考えたものである．具体的には，これは単に i の作用である，なぜならばこれが多元環を生成するからで，i を表現する作用素（i の End(V) における像）は単位行列 I との混同を避けるため J と記される．

### 多項式環
別の重要で基本的な例のクラスは多項式代数，自由可換代数の表現である――これらは可換代数とその幾何学的片割れである代数幾何における中心的な研究対象をなす．体 K 上の k 不定元の多項式代数の表現は具体的には K ベクトル空間に k 個の可換な作用素を考えたものであり，しばしば K[T1, ..., Tk] と記され，抽象代数 K[x1, ..., xk] の表現 xi ↦ Ti を意味する．
そのような表現についての基本的な結果は，代数閉体上，表現行列が同時三角化可能であることである．
一変数の多項式代数の表現の場合でさえ興味がある――これは K[T] と記され，有限次元ベクトル空間上の1つの線型作用素の構造を理解するのに使われる．具体的には，PID上の有限生成加群の構造定理をこの代数に適用すると，系としてジョルダン標準形のような行列の様々な標準形を得る．
非可換幾何学へのあるアプローチでは，自由非可換代数（可換でない変数の多項式たち）が類似の役割を果たすが，解析ははるかに難しい．

## ウェイト
固有値と固有ベクトルは多元環の表現に一般化できる．
多元環の表現の固有値の一般化は，1つのスカラーではなく，1次元表現 λ: A → R である（すなわち，多元環からその underlying ring への多元環準同型であり，乗法的でもある線型汎関数である）．これはウェイトと呼ばれ，固有ベクトルと固有空間の類似物はウェイトベクトルとウェイト空間と呼ばれる．
1作用素の固有値の場合は多元環 R[T] に対応し，多元環の写像 R[T] → R は生成元 T がどのスカラーに写るかによって決定される．多元環の表現のウェイトベクトルは多元環の任意の元がこのベクトルをそのスカラー倍に写すようなベクトルである――1次元部分加群（部分表現）である．ペアリング A × M → M は双線型であるから，「どんなスカラー倍か」は A の A-線型汎関数（多元環の写像 A → R），すなわちウェイトである．記号では，ウェイトベクトルはベクトル m ∈ M であって，ある線型汎関数 λ: M → A に対してすべての元 a ∈ A に対して am = λ(a)m なるものである――左辺では積は多元環の作用であり，右辺ではスカラー倍であることに注意．
ウェイトは可換環への写像であるから，写像は多元環のアーベル化 A を通して分解する――同じことであるが，導来環上消える――行列のことばでは，v が作用素 T と U の共通の固有ベクトルであれば，TUv = UTv である（なぜならばどちらの場合にもそれは単にスカラーを掛けるだけなので）ので，多元環の共通の固有ベクトルは多元環が可換に作用する集合（これは導来環が自明に作用する）に入っていなければならない．したがって中心的な興味は自由可換代数，すなわち多項式代数である．可換な行列のある集合の多項式代数 F[T1, ..., Tk というとりわけ単純で重要な場合には，この代数のウェイトベクトルは行列の同時固有ベクトルであり，この代数のウェイトは単に，各行列の固有値に，したがって幾何学的には k 次元空間の点に，対応するスカラーの k 組 λ = (λ1, ..., λk) である．これらのウェイト――特にそれらの幾何学――はリー環の表現論，とくに半単純リー環の有限次元表現の理解において中心的に重要である．
この幾何学の応用として，k 個の生成元上の多項式代数の商代数が与えられると，それは幾何学的には k 次元空間の代数多様体に対応し，ウェイトは多様体に乗っていなければならない，すなわち，それは多様体の定義方程式を満たす．これは固有値が一変数の行列の特性方程式を満たすという事実を一般化する．